# Selección de fútbol de la República Dominicana
La selección de fútbol de la República Dominicana es el equipo formado por jugadores de nacionalidad dominicana que representa a la Federación Dominicana de Fútbol (FDF) en las competiciones oficiales organizadas por la Confederación de Norteamérica, Centroamérica y el Caribe de Fútbol (Concacaf) y la Federación Internacional de Fútbol Asociación (FIFA).
El conjunto dominicano hizo historia cuando el 14 de octubre de 2010 goleó por un escandaloso 17-0 a Islas Vírgenes Británicas, siendo la victoria más abultada en la historia de la Concacaf.

## Historia

#### Inicios
En la República Dominicana, al igual que en otros países del mundo, fueron los europeos quienes introdujeron la práctica y enseñanza del fútbol al país, especialmente los españoles, más aún después de la guerra civil española. En 1953 se funda la Federación Dominicana de Fútbol (FEDOFUT) dirigida por Isidoro Cruz y el español Julio Antoñaza y en 1958 se inscribe a la FIFA, finalmente en 1964 se afilia a la Concacaf.
Un año después, coincidiendo con la llegada al país del profesor boliviano Fortunato Quispe Mendoza, considerado por muchos «el padre del fútbol dominicano», se implementa la organización del balompié a nivel nacional, llevándose el fútbol a las escuelas, colegios, barrios populares, etc. Hasta ese entonces eran los europeos quienes mayoritariamente ocupaban todos los estamentos del fútbol (jugadores, dirigentes, árbitros, etc).
Tras el nombramiento de Fortunato Quispe Mendoza como seleccionador nacional, la selección de fútbol de la República Dominicana disputó su primer partido internacional el 21 de mayo de 1967 ante Haití, en el marco del torneo clasificatorio para los Juegos Olímpicos de México 1968. El encuentro concluyó con una abultada derrota de 0-8 ante los haitianos y de (0-14) en el global tras el partido de vuelta disputado una semana después, consumándose la eliminación del combinado dominicano.
La selección no volvió a competir hasta los Juegos Centroamericanos y del Caribe de 1970 , celebrados en Panamá, en dicho torneo República Dominicana obtuvo su primera victoria internacional, al vencer el 6 de marzo a la selección de Puerto Rico por 5-0. El 6 de agosto de 1970 se fundó la primera Asociación de Fútbol en Santo Domingo, llevándose a cabo la primera edición del torneo de Primera División de República Dominicana. El año siguiente, el cuadro dirigido por Fortunato Quispe Mendoza participó en los Juegos Panamericanos de 1971 en Cali (Colombia).
El 16 de diciembre de 1973, la Selección Dominicana jugó el primer partido amistoso oficial de su historia en Venezuela, encuentro que venció La Vinotinto 1-0. En 1974, la selección quisqueyana ejerció de anfitriona en los Juegos Centroamericanos y del Caribe celebrados en Santo Domingo, en marzo de 1975 enfrentó y fue eliminada por la selección de Jamaica en la primera fase del torneo clasificatorio para los Juegos Olímpicos de Montreal 1976. Un año más tarde, la Selección Dominicana disputaría su primera eliminatoria mundialista.
El seleccionado quisqueyano participó en los Juegos Centroamericanos y del Caribe disputados en la ciudad colombiana de Medellín en 1978. En abril de 1979, cayó eliminado frente a Haití en la primera fase del torneo clasificatorio a los Juegos Olímpicos de Moscú 1980, ese mismo año también participó en los Juegos Panamericanos de San Juan 1979 en Puerto Rico.
Tras varios años de inactividad, en 1986 la Selección Dominicana volvió a ejercer de anfitriona en los Juegos Centroamericanos y del Caribe disputados en Santiago de los Caballeros, donde obtuvo el cuarto lugar. En 1987, tomó parte en el torneo clasificatorio para los Juegos Olímpicos de Seúl 1988 donde fue apeada por Guyana en segunda ronda, tras haber superado a la selección de Antigua y Barbuda en la primera.

#### Eliminatorias mundialistas
Hasta la fecha, República Dominicana nunca ha podido clasificar a una Copa Mundial de Fútbol. Disputó por primera vez el torneo preliminar a una fase final durante las eliminatorias al Mundial de Argentina 1978 donde fue eliminada por Haití con un resultado global de (6-0). La selección entonces dirigida por el argentino Carlos Cabañes fue derrotada 3-0 en Puerto Príncipe y 0-3 en Santo Domingo. Los partidos de la eliminatoria se jugaron en abril de 1976.
Ausente de las clasificatorias mundialistas entre 1982 y 1990, República Dominicana volvió a disputar las eliminatorias al Mundial de Estados Unidos 1994 donde cayó ante Puerto Rico que se impuso con un resultado global de (2-3). En el minuto 67 del encuentro de ida, disputado el 21 de marzo de 1992 en el Estadio Olímpico Juan Pablo Duarte de Santo Domingo y que finalizaría con un resultado de 1-2 a favor de los boricuas,  el delantero Dinardo "Lalo" Rodríguez anotó  el primer gol de la Selección Dominicana en un partido clasificatorio al Mundial. Una semana más tarde, el delantero montecristeño anotaría de nuevo en Puerto Rico, en el empate 1-1 obtenido por el seleccionado dirigido por el técnico alemán Bernhard Zgoll.
Para las clasificatorias al Mundial de Francia 1998 que dieron comienzo en marzo de 1996 y con el vegano "Juanchito" Carretero en la dirección técnica, Los Quisqueyanos superaron las dos primeras rondas eliminando a Aruba (6-3) en la primera, con goles de Ramón Mariano, Nelson Peña, Pedro Aquino, Cristian Queliz y Dinardo Rodríguez que marcó por partida doble. Y en la segunda, a las Antillas Neerlandesas (2-1) con las anotaciones de Alberto Jiménez y Omar Zapata. En la tercera ronda fueron apeados por Trinidad y Tobago que salió airoso con un resultado global de (12-1), el único gol dominicano fue obra del mediocampista Alberto Jiménez.
Los Soca Warriors volvieron a ser los verdugos de los dominicanos cuatro años más tarde, al eliminarlos con un marcador global de (4-0) en la fase preliminar al Mundial de Corea del Sur / Japón 2002 que empezó en marzo del año 2000. En la ronda anterior, el seleccionado a las órdenes del preparador sancristobero Juan "Yuyo" Mojica, había eliminado a Montserrat con un contundente (6-1) en el global con goles de Omar Zapata, Miguel Pérez y Carlos Reyes en el 3-0 obtenido en el Estadio Panamericano de San Cristóbal y las anotaciones de Luis Sánchez, Vladimir Gregorio y Omar Zapata, de nuevo, en el 1-3 cosechado de visitante en el enfrentamiento de vuelta dos semanas después.
La historia se repitió durante las eliminatorias al Mundial de Alemania 2006 cuando trinitenses y dominicanos volvieron a enfrentarse en junio de 2004, siendo nuevamente Trinidad y Tobago (que finalmente calificaría al Mundial) quien se impuso al final, con un resultado global de (6-0). El seleccionado quisqueyano, entonces dirigido por el director técnico cubano William Bennett, se había impuesto por idéntico resultado (6-0) a la endeble Anguila en la anterior ronda con las anotaciones de Omar Zapata, Luis Vásquez y sobre todo, Juan Contreras y Kelvin Severino que anotaron dos goles cada uno.
En el torneo preliminar al Mundial de Sudáfrica 2010, Puerto Rico enfrentó y eliminó a República Dominicana, al derrotarla 1-0 en partido único disputado en Bayamón, el 26 de marzo de 2008. Juan Mojica en su segunda etapa al frente la selección, fue el técnico en aquella eliminatoria.
Con el cubano Clemente Hernández de seleccionador, República Dominicana superó sin apuros la primera ronda eliminatorias al Mundial de Brasil 2014 que comenzaron a disputarse en julio de 2011, al vencer a la débil selección de Anguila con un marcador global de (6-0) gracias a las aportaciones de Domingo Peralta, Johan Sánchez y también Jonathan Faña e Inoel Navarro que anotaron por partida doble en el emparejamiento. En la segunda ronda, quedaron encuadrados en el grupo A junto a sus pares de El Salvador, Surinam e Islas Caimán. En la primera jornada fueron derrotados 3-2 en el Estadio Cuscatlán encuentro en el que Johan Cruz y Domingo Peralta fueron los goleadores, en el segundo partido Surinam y República Dominicana empataron 1-1 en el Estadio Panamericano de San Cristóbal, Erick Ozuna fue el anotador para los locales, tras un pase del mediocampista Vinicio Espinal. El delantero de La Romana volvió a perforar el arco rival en la derrota sufrida en San Cristóbal la tercera fecha, 1-2 frente a La Selecta. A pesar de que los dominicanos derrotaron 1-3 a Surinam en Paramaribo, con dos goles de Erick Ozuna y otro de Jonathan Faña, quedaron matemáticamente eliminados en la cuarta jornada. En las dos últimas fechas el seleccionado quisqueyano jugó dos intrascendentes partidos contra Islas Caimán, logrando una goleada 4-0 en Estadio Panamericano de San Cristóbal gracias a las anotaciones de Inoel Navarro, Erick Ozuna, Kerbi Rodríguez y Míchel Morillo; y un empate 1-1 de visitante, siendo el defensor jarabacoense César García el goleador del encuentro para los dominicanos. La selección quisqueyana finalizaría en segundo lugar con 8 puntos, detrás de El Salvador que avanzó a la siguiente fase.
En las clasificatorias al Mundial de Rusia 2018, con "Yuyo" Mojica en su tercera etapa y eliminatoria mundialista al frente de la selección, el combinado quisqueyano cayó eliminado en la segunda ronda de clasificación, al perder los dos partidos del emparejamiento con la selección de Belice, 1-2 de local en el Estadio Olímpico Félix Sánchez y 3-0 como visitante, jugados en junio de 2015. El único gol anotado por los dominicanos en aquella eliminatoria lo marcó el atacante sanjuanero Geremy Lombardi.
En la primera ronda del clasificatorio al Mundial de Catar 2022, disputada entre marzo y junio de 2021, la selección dirigida por el mexicano Jacques Passy,  quedó encuadrada en el grupo D junto a las selecciones de Dominica, Barbados, Anguila y Panamá. Los Quisqueyanos quedaron eliminados al perder en la cuarta jornada 3-0 en Panamá, que fue la selección que finalmente avanzó a la siguiente ronda. Antes de perder contra Los Canaleros, la Selección Dominicana había vencido a Dominica 1-0 (Fran Núñez), empatado con Barbados 1-1 (Manny Rodríguez) de local y goleado a domicilio a la débil Anguila 0-6 (Dorny Romero x2, Nowend Lorenzo x2, Domingo Peralta y Luis Espinal).

#### Copa Oro
República Dominicana disputará por primera vez una Copa Oro de la Concacaf en 2025.

#### Liga de Naciones
En la temporada 2019-20, la Selección Dominicana de Fútbol participó en la primera edición de la Liga de Naciones de la Concacaf, un torneo que reúne a las 41 selecciones nacionales afiliadas a la CONCACAF, divididas en tres ligas según su nivel competitivo, y que también sirve como clasificatorio para la Copa Oro.
Durante el torneo clasificatorio previo, la selección llegó a la última jornada con posibilidades matemáticas de clasificar tanto a la Copa Oro 2019 como a la Liga A. El 24 de marzo de 2019, fue derrotada 1-3 por Bermudas en el Estadio Cibao FC, quedando fuera de la Copa Oro y siendo asignada a la Liga B. En el sorteo de la Liga de Naciones, República Dominicana quedó en el Grupo B junto a Santa Lucía, Montserrat y El Salvador. En esta fase, obtuvo una victoria destacada por 1-0 frente a ‘’La Selecta’’ el 10 de septiembre de 2019, con gol de Jairo Bueno. Sin embargo, el equipo finalizó tercero en su grupo con 7 puntos, detrás de El Salvador y Montserrat, quedando sin opciones de ascender a la Liga A ni clasificar a la Copa Oro 2021.
En la edición 2022-23, la selección fue ubicada en el Grupo D de la Liga B, enfrentando a Guatemala, Guayana Francesa y Belice. Tras seis partidos, República Dominicana terminó en el tercer lugar del grupo con 8 puntos, quedando fuera de la Liga A y sin lograr la clasificación a la Copa Oro 2023. 
En la edición 2023-24, el equipo fue asignado al Grupo B de la Liga B, junto a Nicaragua, Montserrat y Barbados. En esta edición, República Dominicana acumuló 10 puntos, finalizando en el segundo lugar del grupo, detrás de Nicaragua, que logró el ascenso con 16 puntos.
En la edición 2024-25, República Dominicana encabezó el Grupo D de la Liga B, logrando un récord de seis victorias en los seis partidos disputados frente a Bermudas, Antigua y Barbuda, y Dominica. Este desempeño le aseguró el ascenso a la Liga A y su primera clasificación a la Copa de Oro de la Concacaf 2025.

#### Copa del Caribe
República Dominicana clasificó en dos ocasiones a la fase final de la extinta Copa del Caribe, competición que a su vez servía como clasificatorio a la Copa de Oro de la Concacaf. Los quisqueyanos participaron en las ediciones de 1991 y 2012.
En el certamen de 1991, en Kingston, compartió el grupo B junto a Trinidad y Tobago, Santa Lucía y Martinica aunque tuvo que resignarse a ocupar el 4.º lugar del grupo, con 1 punto, fruto de un empate 0-0 cosechado ante Santa Lucía. En 2012, esta vez en Saint John, compartió el grupo A junto al local Antigua y Barbuda, Haití y Trinidad y Tobago. Derrotó por 1-2 al local, aunque fue a su vez derrotada por Haití y Trinidad y Tobago, con el mismo marcador 2-1, consumándose la eliminación en primera ronda.

#### Otros partidos relevantes
Tras la creación en 2015 de la Liga Dominicana de Fútbol (LDF), que es la primera división profesional de la República Dominicana, la selección aspira a jugar partidos contra rivales de mayor nivel. Tal es el caso cuando jugó contra la Selección de fútbol sub-23 de Brasil el 9 de octubre de 2015 en el Estadio Arena da Amazônia de Manaus, a pesar de que el partido carecía de oficialidad y que éste terminó 6-0 en favor de La Verde-amarela, tuvo gran repercusión en ambos países. Esto se repitió de nueva cuenta el 30 de agosto de 2019, cuando jugaron contra la selección de Emiratos Árabes Unidos en el Estadio Nacional de Baréin situado en Riffa, perdiendo por 0-4 en su primer partido de primer nivel fuera del continente americano . 
El 25 de enero de 2021 cosechó un empate histórico 0-0 en el Estadio Olímpico Félix Sánchez frente a la selección de Serbia, que fue el primer rival europeo que enfrentó. Por el contrario, el 16 de junio de 2023 jugaría un encuentro amistoso contra Chile en el Estadio Sausalito de Villa del Mar, en el que la selección quisqueyana sería derrotada 5-0.

## Uniforme y escudo
La Selección luce el escudo de la Federación Dominicana de Fútbol, que ha ido variando con el paso de los años. El logo actual fue presentado en mayo de 2025 : "Es una insignia sólida y moderna, que incorpora los colores patrios con una cruz central inspirada en la bandera nacional.  En el centro, las siglas "FDF" proyectan institucionalidad, firmeza y visión de futuro."

La selección de fútbol de la República Dominicana ha vestido siempre representando sus colores patrios los cuales son el azul, blanco y rojo.
En el periodo 2010-2011 la selección obtiene el patrocinio de la marca Umbro, utilizándola en la Copa del Caribe de 2010.
Durante el 2011 y hasta 2014 la camiseta, pantalón y medias fueron de color azul con las tres bandas características de la firma deportiva Adidas y con el escudo bordado de la Federación Dominicana de Fútbol. Este diseño se presentó con motivo de las eliminatorias rumbo al Mundial de Brasil 2014.
El 23 de marzo de 2015 la Federación Dominicana de Fútbol (Fedofútbol) presentó una nueva equipación oficial de la selección, que fue confeccionada por la marca peruana Walon Sport.
En abril de 2019 se presentaron en redes sociales los nuevos modelos de la marca transalpina Macron para la selección de República Dominicana.
En mayo de 2025 se presentaron las nuevas equipaciones de las selecciones nacionales dominicanas diseñadas por la marca mexicana Silver Sport. La equipación principal honra el tricolor dominicano, mientras que la versión alternativa mantiene el color blanco tradicional como protagonista.

### Evolución
| 2010 | 2011 | 2015 | 2017 | 2019 | 2021 | 2024 | 2025 |

## Rivalidades

### El derbi de La Española
República Dominicana mantiene una fuerte rivalidad con la selección de la  vecina Haití, ésta se remonta a finales de la década del 60, cuando ambas selecciones se enfrentaron por primera vez el 21 de mayo de 1967 en Santo Domingo, precisamente en el partido que suponía el debut internacional de la Selección Dominicana, el encuentro concluyó con una desilusionante goleada de 0-8 a favor de los haitianos. Nueve años más tarde, ambas selecciones volvieron a medirse  en las eliminatorias al Mundial de Argentina 1978, que suponía el debut del combinado dominicano en un clasificatorio mundialista y la eliminatoria terminó con otro decepcionante (0-6) en el global en contra de Dominicana. Tras esa experiencia, la Federación Dominicana de Fútbol no participó en los siguientes tres procesos mundialistas.
Desde entonces, el "derbi de La Española" se ha repetido en innumerables ocasiones, generando gran expectación en todas ellas, ya que la difícil relación histórica entre ambos países añade un componente extradeportivo a esta rivalidad. Ambas selecciones se enfrentaron por última vez el 24 de marzo de 2013, República Dominicana venció 3-1 con goles de Kerbi Rodríguez, Jonathan Faña y Mariano Díaz.

## Jugadores

### Última convocatoria
Convocatoria para la  Copa de Oro de la Concacaf 2025.
| No. | Pos. | Jugador               | Fecha de nacimiento (edad)         | Apa. | Goles | Club                   |
| --- | ---- | --------------------- | ---------------------------------- | ---- | ----- | ---------------------- |
| 1   | POR  | Miguel Lloyd          | 23 de octubre de 1982 (42 años)    | 47   | 0     | Cibao FC               |
| 2   | DEF  | Joao Urbáez           | 24 de julio de 2002 (23 años)      | 10   | 0     | CD Leganés             |
| 4   | DEF  | Édgar Pujol           | 07 de agosto de 2004 (21 años)     | 2    | 0     | Real Madrid CF         |
| 5   | DEF  | Noah Dollenmayer      | 26 de octubre de 1999 (25 años)    | 4    | 2     | El Paso Locomotive FC  |
| 6   | MED  | Pablo Rosario         | 07 de enero de 1997 (28 años)      | 2    | 0     | OGC Niza               |
| 7   | DEL  | Rafa Núñez            | 25 de enero de 2002 (23 años)      | 13   | 3     | FC Cartagena           |
| 8   | MED  | Heinz Mörschel        | 24 de agosto de 1997 (27 años)     | 17   | 8     | FC Vizela              |
| 10  | DEL  | Ronaldo Vásquez       | 30 de junio de 1999 (26 años)      | 40   | 7     | Sumgayit FK            |
| 11  | DEL  | Edarlyn Reyes         | 30 de septiembre de 1997 (27 años) | 34   | 5     | PFC Arsenal Tula       |
| 12  | POR  | Xavier Valdez         | 23 de noviembre de 2003 (21 años)  | 14   | 0     | Nashville SC           |
| 13  | DEL  | Edison Azcona         | 21 de noviembre de 2003 (21 años)  | 13   | 0     | Las Vegas Lights FC    |
| 14  | MED  | Jean Carlos López     | 9 de noviembre de 1993 (31 años)   | 59   | 6     | Cibao FC               |
| 15  | DEF  | Miguel Ángel Beltré   | 12 de agosto de 2003 (21 años)     | 5    | 0     | CD Azuqueca            |
| 16  | DEL  | Juanca Pineda         | 12 de enero de 2000 (25 años)      | 13   | 0     | PFC Beroe Stara Zagora |
| 17  | DEL  | Dorny Romero          | 24 de enero de 1998 (27 años)      | 38   | 25    | Club Bolívar           |
| 18  | MED  | Jimmy Kaparos         | 25 de diciembre de 2001 (23 años)  | 1    | 1     | Rot-Weiss Essen        |
| 19  | DEL  | Peter González        | 25 de julio de 2002 (23 años)      | 4    | 1     | Getafe CF              |
| 20  | MED  | Lucas Bretón          | 20 de noviembre de 2006 (18 años)  | 9    | 0     | Málaga CF              |
| 21  | DEF  | Juan Familia-Castillo | 13 de enero de 2000 (25 años)      | 4    | 0     | RKC Waalwijk           |
| 22  | POR  | Wilkins Geraldo       | 27 de mayo de 2008 (17 años)       | 0    | 0     | CF Rayo Majadahonda    |
| 23  | DEF  | Luiyi de Lucas        | 31 de agosto de 1994 (30 años)     | 25   | 1     | Nea Salamina FC        |
| 24  | DEF  | Michael Sambataro     | 04 de diciembre de 2002 (22 años)  | 14   | 1     | Agente libre           |
| 25  | DEL  | Erick Japa            | 6 de abril de 1999 (26 años)       | 15   | 2     | UMECIT FC              |
| 26  | MED  | Ángel Montes de Oca   | 18 de febrero de 2003 (22 años)    | 5    | 0     | Cibao FC               |

### Otros recientemente convocados
|  | Nombre                  | Posición      | Edad    | PJ | Goles | Club                        | Última convocatoria                                   | Fecha      |
|  | ----------------------- | ------------- | ------- | -- | ----- | --------------------------- | ----------------------------------------------------- | ---------- |
|  | Noam Baumann            | Portero       | 29 años | 2  | 0     | SC Sagamihara               | vs. Perú - Amistoso                                   | 26-03-2024 |
|  | Johan Guzmán            | Portero       | 28 años | 5  | 0     | CD Guijuelo                 | vs. Islas Vírgenes Británicas - Clasificación Mundial | 11-06-2024 |
|  | Antonio Santurro        | Portero       | 33 años | 5  | 0     | Agente libre                | vs. Belice - Liga de Naciones                         | 27-03-2023 |
|  | Tano Bonnín             | Defensa       | 35 años | 19 | 1     | Fidelis Andria              | vs. Guatemala - Liga de Naciones                      | 13-06-2022 |
|  | Junior Firpo            | Defensa       | 28 años | 11 | 4     | Leeds United FC             | vs. Puerto Rico - Amistoso                            | 26-03-2025 |
|  | Charbel González        | Defensa       | 21 años | 4  | 0     | UD Llanera                  | vs. Islas Vírgenes Británicas - Clasificación Mundial | 11-06-2024 |
|  | Carlos Julio Martínez   | Defensa       | 31 años | 18 | 0     | CD Atlético Baleares        | vs. Guatemala - Liga de Naciones                      | 13-06-2022 |
|  | Manny Rodríguez         | Defensa       | 27 años | 7  | 1     | San Fernando CD             | vs. Barbados - Liga de Naciones                       | 16-10-2023 |
|  | Christian Schoissengeyr | Defensa       | 30 años | 10 | 0     | Floridsdorfer AC            | vs. Bermudas - Liga de Naciones                       | 20-11-2024 |
|  | Luis Coordes            | Mediocampista | 26 años | 1  | 0     | FC Eintracht Norderstedt 03 | vs. Microciclo                                        | 21-03-2022 |
|  | Omar de la Cruz         | Mediocampista | 23 años | 1  | 0     | Cibao FC                    | vs. Puerto Rico - Amistoso                            | 26-03-2025 |
|  | Carlos Heredia          | Mediocampista | 26 años | 15 | 2     | Agente libre                | vs. Chile - Amistoso                                  | 16-06-2023 |
|  | Fabián Messina          | Mediocampista | 22 años | 6  | 0     | Arenas Club                 | vs. Belice - Liga de Naciones                         | 27-03-2023 |
|  | Luismi Quezada          | Mediocampista | 29 años | 2  | 0     | Agente libre                | vs. Perú - Amistoso                                   | 26-03-2024 |
|  | Alberto Baldé           | Delantero     | 23 años | 2  | 0     | Loughgall FC                | vs. Guatemala - Liga de Naciones                      | 13-06-2022 |
|  | Mariano Díaz            | Delantero     | 32 años | 2  | 2     | Agente libre                | vs. Puerto Rico - Amistoso                            | 26-03-2025 |
|  | Nowend Lorenzo          | Delantero     | 22 años | 18 | 4     | CA Osasuna                  | vs. Nicaragua - Liga de Naciones                      | 21-11-2023 |
|  | Gianluigi Sueva         | Delantero     | 24 años | 4  | 0     | Acireale Calcio 1946        | vs. Guatemala - Liga de Naciones                      | 13-06-2022 |
|  | Carlos Ventura          | Delantero     | 28 años | 12 | 0     | Cibao FC                    | vs. Antigua y Barbuda - Liga de Naciones              | 15-10-2024 |

### Máximos goleadores
| #  | Nombre            | Goles | Partidos jugados | Período   |
| -- | ----------------- | ----- | ---------------- | --------- |
| 1. | Dorny Romero      | 25    | 38               | 2019-     |
| 2. | Jonathan Faña     | 24    | 44               | 2006-2016 |
| 3. | Domingo Peralta   | 14    | 41               | 2010-2021 |
| 4. | Dinardo Rodríguez | 11    | 15               | 1989-2002 |
| 5. | Kerbi Rodríguez   | 10    | 34               | 2009-2015 |

## Seleccionadores

### Cuerpo técnico actual
| Entrenador             | Marcelo Neveleff    |
| Segundo entrenador     | Edward Acevedo      |
| Segundo entrenador     | Modesto Aróstegui   |
| Entrenador de porteros | Geancarlos Martínez |
| Preparador físico      | Yinson Pulgarín     |

### Historial de seleccionadores
| Periodo          | Entrenador                      |
| ---------------- | ------------------------------- |
| 1967-1974        | Fortunato Quispe Mendoza        |
| 1974             | Ángel Botta                     |
| 1975-1976        | Carlos Cabañes                  |
| 1978-1979        | José Múgica                     |
| 1986-1989        | Décio Leite Leal                |
| 1991-1992        | Bernhard Zgoll                  |
| 1993-1994        | Manfred Höner                   |
| 1995-1999        | Juan Carretero                  |
| 2000-2003        | Juan Emilio Mojica              |
| 2004-2005        | William Bennett                 |
| 2005-2007        | Ljubomir Crnokrak               |
| 2007-2008        | Juan Emilio Mojica              |
| 2010-2014        | Clemente Hernández              |
| 2015             | José Eugenio Hernández          |
| 2015             | Juan Emilio Mojica (interino)   |
| 2015-2016        | Roberto Díaz Bernabé (interino) |
| 2017-2019        | Orlando Capellino               |
| 2019-2020        | David González Sanz (interino)  |
| 2020-2021        | Jacques Passy                   |
| 2022             | Iñaki Bea                       |
| 2023- actualidad | Marcelo Neveleff                |

## Resultados

### Últimos y próximos partidos
Actualizado al último partido jugado el 22 de junio de 2025.
| Fecha      | Ciudad             | Local           | Resultado | Visitante       | Competición                |
| ---------- | ------------------ | --------------- | --------- | --------------- | -------------------------- |
| 21-03-2025 | Bayamón            | Puerto Rico     | 2:2       | Rep. Dominicana | Partido amistoso           |
| 25-03-2025 | Santiago           | Rep. Dominicana | 2:0       | Puerto Rico     | Partido amistoso           |
| 06-06-2025 | Cdad. de Guatemala | Guatemala       | 4:2       | Rep. Dominicana | Clasificación Mundial 2026 |
| 10-06-2025 | Santo Domingo      | Rep. Dominicana | 5:0       | Dominica        | Clasificación Mundial 2026 |
| 14-06-2025 | Inglewood          | México          | 3:2       | Rep. Dominicana | Copa Oro 2025              |
| 18-06-2025 | Arlington          | Costa Rica      | 2:1       | Rep. Dominicana | Copa Oro 2025              |
| 22-06-2025 | Arlington          | Rep. Dominicana | 0:0       | Surinam         | Copa Oro 2025              |
| 09-09-2025 | TBD                | Jordania        | -:-       | Rep. Dominicana | Partido amistoso           |

## Estadísticas
Leyenda: PJ: partidos jugados; PG: partidos ganados; PE: partidos empatados; PP: partidos perdidos; GF: goles a favor; GC: goles en contra.

### Copa Mundial de Fútbol
| Copa Mundial de Fútbol | Copa Mundial de Fútbol  | Copa Mundial de Fútbol  | Copa Mundial de Fútbol  | Copa Mundial de Fútbol  | Copa Mundial de Fútbol  | Copa Mundial de Fútbol  | Copa Mundial de Fútbol  |
| Año                    | Ronda                   | PJ                      | PG                      | PE                      | PP                      | GF                      | GC                      |
| ---------------------- | ----------------------- | ----------------------- | ----------------------- | ----------------------- | ----------------------- | ----------------------- | ----------------------- |
| 1930                   | No existía la selección | No existía la selección | No existía la selección | No existía la selección | No existía la selección | No existía la selección | No existía la selección |
| 1934                   | No existía la selección | No existía la selección | No existía la selección | No existía la selección | No existía la selección | No existía la selección | No existía la selección |
| 1938                   | No existía la selección | No existía la selección | No existía la selección | No existía la selección | No existía la selección | No existía la selección | No existía la selección |
| 1950                   | No existía la selección | No existía la selección | No existía la selección | No existía la selección | No existía la selección | No existía la selección | No existía la selección |
| 1954                   | No existía la selección | No existía la selección | No existía la selección | No existía la selección | No existía la selección | No existía la selección | No existía la selección |
| 1958                   | No existía la selección | No existía la selección | No existía la selección | No existía la selección | No existía la selección | No existía la selección | No existía la selección |
| 1962                   | No existía la selección | No existía la selección | No existía la selección | No existía la selección | No existía la selección | No existía la selección | No existía la selección |
| 1966                   | No existía la selección | No existía la selección | No existía la selección | No existía la selección | No existía la selección | No existía la selección | No existía la selección |
| 1970                   | No participó            | No participó            | No participó            | No participó            | No participó            | No participó            | No participó            |
| 1974                   | No participó            | No participó            | No participó            | No participó            | No participó            | No participó            | No participó            |
| 1978                   | No clasificó            | No clasificó            | No clasificó            | No clasificó            | No clasificó            | No clasificó            | No clasificó            |
| 1982                   | No participó            | No participó            | No participó            | No participó            | No participó            | No participó            | No participó            |
| 1986                   | No participó            | No participó            | No participó            | No participó            | No participó            | No participó            | No participó            |
| 1990                   | No participó            | No participó            | No participó            | No participó            | No participó            | No participó            | No participó            |
| 1994                   | No clasificó            | No clasificó            | No clasificó            | No clasificó            | No clasificó            | No clasificó            | No clasificó            |
| 1998                   | No clasificó            | No clasificó            | No clasificó            | No clasificó            | No clasificó            | No clasificó            | No clasificó            |
| 2002                   | No clasificó            | No clasificó            | No clasificó            | No clasificó            | No clasificó            | No clasificó            | No clasificó            |
| 2006                   | No clasificó            | No clasificó            | No clasificó            | No clasificó            | No clasificó            | No clasificó            | No clasificó            |
| 2010                   | No clasificó            | No clasificó            | No clasificó            | No clasificó            | No clasificó            | No clasificó            | No clasificó            |
| 2014                   | No clasificó            | No clasificó            | No clasificó            | No clasificó            | No clasificó            | No clasificó            | No clasificó            |
| 2018                   | No clasificó            | No clasificó            | No clasificó            | No clasificó            | No clasificó            | No clasificó            | No clasificó            |
| 2022                   | No clasificó            | No clasificó            | No clasificó            | No clasificó            | No clasificó            | No clasificó            | No clasificó            |
| 2026                   | No clasificó            | No clasificó            | No clasificó            | No clasificó            | No clasificó            | No clasificó            | No clasificó            |
| 2030                   | Por disputarse          | Por disputarse          | Por disputarse          | Por disputarse          | Por disputarse          | Por disputarse          | Por disputarse          |
| 2034                   | Por disputarse          | Por disputarse          | Por disputarse          | Por disputarse          | Por disputarse          | Por disputarse          | Por disputarse          |
| Total                  | 0/23                    | -                       | -                       | -                       | -                       | -                       | -                       |

### Copa Oro de la Concacaf
| Copa Oro de la Concacaf | Copa Oro de la Concacaf | Copa Oro de la Concacaf | Copa Oro de la Concacaf | Copa Oro de la Concacaf | Copa Oro de la Concacaf | Copa Oro de la Concacaf | Copa Oro de la Concacaf |
| Año                     | Ronda                   | PJ                      | PG                      | PE                      | PP                      | GF                      | GC                      |
| ----------------------- | ----------------------- | ----------------------- | ----------------------- | ----------------------- | ----------------------- | ----------------------- | ----------------------- |
| 1963                    | No existía la selección | No existía la selección | No existía la selección | No existía la selección | No existía la selección | No existía la selección | No existía la selección |
| 1965                    | No existía la selección | No existía la selección | No existía la selección | No existía la selección | No existía la selección | No existía la selección | No existía la selección |
| 1967                    | No participó            | No participó            | No participó            | No participó            | No participó            | No participó            | No participó            |
| 1969                    | No participó            | No participó            | No participó            | No participó            | No participó            | No participó            | No participó            |
| 1971                    | No participó            | No participó            | No participó            | No participó            | No participó            | No participó            | No participó            |
| 1973                    | No participó            | No participó            | No participó            | No participó            | No participó            | No participó            | No participó            |
| 1977                    | No clasificó            | No clasificó            | No clasificó            | No clasificó            | No clasificó            | No clasificó            | No clasificó            |
| 1981                    | No participó            | No participó            | No participó            | No participó            | No participó            | No participó            | No participó            |
| 1985                    | No participó            | No participó            | No participó            | No participó            | No participó            | No participó            | No participó            |
| 1989                    | No participó            | No participó            | No participó            | No participó            | No participó            | No participó            | No participó            |
| 1991                    | No clasificó            | No clasificó            | No clasificó            | No clasificó            | No clasificó            | No clasificó            | No clasificó            |
| 1993                    | No clasificó            | No clasificó            | No clasificó            | No clasificó            | No clasificó            | No clasificó            | No clasificó            |
| 1996                    | No clasificó            | No clasificó            | No clasificó            | No clasificó            | No clasificó            | No clasificó            | No clasificó            |
| 1998                    | No participó            | No participó            | No participó            | No participó            | No participó            | No participó            | No participó            |
| 2000                    | No clasificó            | No clasificó            | No clasificó            | No clasificó            | No clasificó            | No clasificó            | No clasificó            |
| 2002                    | No clasificó            | No clasificó            | No clasificó            | No clasificó            | No clasificó            | No clasificó            | No clasificó            |
| 2003                    | No clasificó            | No clasificó            | No clasificó            | No clasificó            | No clasificó            | No clasificó            | No clasificó            |
| 2005                    | No participó            | No participó            | No participó            | No participó            | No participó            | No participó            | No participó            |
| 2007                    | No participó            | No participó            | No participó            | No participó            | No participó            | No participó            | No participó            |
| 2009                    | No participó            | No participó            | No participó            | No participó            | No participó            | No participó            | No participó            |
| 2011                    | No clasificó            | No clasificó            | No clasificó            | No clasificó            | No clasificó            | No clasificó            | No clasificó            |
| 2013                    | No clasificó            | No clasificó            | No clasificó            | No clasificó            | No clasificó            | No clasificó            | No clasificó            |
| 2015                    | No clasificó            | No clasificó            | No clasificó            | No clasificó            | No clasificó            | No clasificó            | No clasificó            |
| 2017                    | No clasificó            | No clasificó            | No clasificó            | No clasificó            | No clasificó            | No clasificó            | No clasificó            |
| 2019                    | No clasificó            | No clasificó            | No clasificó            | No clasificó            | No clasificó            | No clasificó            | No clasificó            |
| 2021                    | No clasificó            | No clasificó            | No clasificó            | No clasificó            | No clasificó            | No clasificó            | No clasificó            |
| 2023                    | No clasificó            | No clasificó            | No clasificó            | No clasificó            | No clasificó            | No clasificó            | No clasificó            |
| 2025                    | Fase de grupos          | 3                       | 0                       | 1                       | 2                       | 3                       | 5                       |
| Total                   | 1/28                    | 3                       | 0                       | 1                       | 2                       | 3                       | 5                       |

### Liga de Naciones de la Concacaf
| Liga de Naciones de la Concacaf | Liga de Naciones de la Concacaf | Liga de Naciones de la Concacaf | Liga de Naciones de la Concacaf | Liga de Naciones de la Concacaf | Liga de Naciones de la Concacaf | Liga de Naciones de la Concacaf | Liga de Naciones de la Concacaf | Liga de Naciones de la Concacaf | Liga de Naciones de la Concacaf | Liga de Naciones de la Concacaf |
| Año                             | L                               | G                               | Ronda                           | PJ                              | PG                              | PE                              | PP                              | GF                              | GC                              | A/D                             |
| ------------------------------- | ------------------------------- | ------------------------------- | ------------------------------- | ------------------------------- | ------------------------------- | ------------------------------- | ------------------------------- | ------------------------------- | ------------------------------- | ------------------------------- |
| 2019-20                         | B                               | B                               | Fase de grupos                  | 6                               | 2                               | 1                               | 3                               | 5                               | 5                               | Sin cambios                     |
| 2022-23                         | B                               | D                               | Fase de grupos                  | 6                               | 2                               | 2                               | 2                               | 8                               | 7                               | Sin cambios                     |
| 2023-24                         | B                               | B                               | Fase de grupos                  | 6                               | 3                               | 1                               | 2                               | 14                              | 6                               | Sin cambios                     |
| 2024-25                         | B                               | D                               | Fase de grupos                  | 6                               | 6                               | 0                               | 0                               | 27                              | 4                               | Crecimiento                     |
| Total                           | Total                           | Total                           | 4/4                             | 24                              | 13                              | 4                               | 7                               | 54                              | 22                              | -                               |

### Torneos regionales de la CFU

#### Copa de Naciones de la CFU
| Copa de Naciones de la CFU | Copa de Naciones de la CFU | Copa de Naciones de la CFU | Copa de Naciones de la CFU | Copa de Naciones de la CFU | Copa de Naciones de la CFU | Copa de Naciones de la CFU | Copa de Naciones de la CFU |
| Año                        | Ronda                      | PJ                         | PG                         | PE                         | PP                         | GF                         | GC                         |
| -------------------------- | -------------------------- | -------------------------- | -------------------------- | -------------------------- | -------------------------- | -------------------------- | -------------------------- |
| 1978                       | Se retiró                  | Se retiró                  | Se retiró                  | Se retiró                  | Se retiró                  | Se retiró                  | Se retiró                  |
| 1979                       | No participó               | No participó               | No participó               | No participó               | No participó               | No participó               | No participó               |
| 1981                       | No participó               | No participó               | No participó               | No participó               | No participó               | No participó               | No participó               |
| 1983                       | No participó               | No participó               | No participó               | No participó               | No participó               | No participó               | No participó               |
| 1985                       | No participó               | No participó               | No participó               | No participó               | No participó               | No participó               | No participó               |
| 1988                       | No participó               | No participó               | No participó               | No participó               | No participó               | No participó               | No participó               |
| Total                      | 0/6                        | -                          | -                          | -                          | -                          | -                          | -                          |

#### Copa del Caribe
| Copa del Caribe | Copa del Caribe | Copa del Caribe | Copa del Caribe | Copa del Caribe | Copa del Caribe | Copa del Caribe | Copa del Caribe |
| Año             | Ronda           | PJ              | PG              | PE              | PP              | GF              | GC              |
| --------------- | --------------- | --------------- | --------------- | --------------- | --------------- | --------------- | --------------- |
| 1989            | No participó    | No participó    | No participó    | No participó    | No participó    | No participó    | No participó    |
| 1990            | No participó    | No participó    | No participó    | No participó    | No participó    | No participó    | No participó    |
| 1991            | Fase de grupos  | 3               | 0               | 1               | 2               | 1               | 11              |
| 1992            | No participó    | No participó    | No participó    | No participó    | No participó    | No participó    | No participó    |
| 1993            | No clasificó    | No clasificó    | No clasificó    | No clasificó    | No clasificó    | No clasificó    | No clasificó    |
| 1994            | No clasificó    | No clasificó    | No clasificó    | No clasificó    | No clasificó    | No clasificó    | No clasificó    |
| 1995            | No clasificó    | No clasificó    | No clasificó    | No clasificó    | No clasificó    | No clasificó    | No clasificó    |
| 1996            | No clasificó    | No clasificó    | No clasificó    | No clasificó    | No clasificó    | No clasificó    | No clasificó    |
| 1997            | Se retiró       | Se retiró       | Se retiró       | Se retiró       | Se retiró       | Se retiró       | Se retiró       |
| 1998            | No clasificó    | No clasificó    | No clasificó    | No clasificó    | No clasificó    | No clasificó    | No clasificó    |
| 1999            | No clasificó    | No clasificó    | No clasificó    | No clasificó    | No clasificó    | No clasificó    | No clasificó    |
| 2001            | No clasificó    | No clasificó    | No clasificó    | No clasificó    | No clasificó    | No clasificó    | No clasificó    |
| 2005            | Se retiró       | Se retiró       | Se retiró       | Se retiró       | Se retiró       | Se retiró       | Se retiró       |
| 2007            | Se retiró       | Se retiró       | Se retiró       | Se retiró       | Se retiró       | Se retiró       | Se retiró       |
| 2008            | No participó    | No participó    | No participó    | No participó    | No participó    | No participó    | No participó    |
| 2010            | No clasificó    | No clasificó    | No clasificó    | No clasificó    | No clasificó    | No clasificó    | No clasificó    |
| 2012            | Fase de grupos  | 3               | 1               | 0               | 2               | 3               | 5               |
| 2014            | No clasificó    | No clasificó    | No clasificó    | No clasificó    | No clasificó    | No clasificó    | No clasificó    |
| 2016-17         | No clasificó    | No clasificó    | No clasificó    | No clasificó    | No clasificó    | No clasificó    | No clasificó    |
| Total           | 2/19            | 6               | 1               | 1               | 4               | 4               | 16              |

## Clasificación FIFA

### Posición y puntuación
| Año                      | Enero                            | Febrero                          | Marzo                            | Abril                            | Mayo                             | Junio                            | Julio                            | Agosto                           | Septiembre                       | Octubre                          | Noviembre                        | Diciembre       |
| ------------------------ | -------------------------------- | -------------------------------- | -------------------------------- | -------------------------------- | -------------------------------- | -------------------------------- | -------------------------------- | -------------------------------- | -------------------------------- | -------------------------------- | -------------------------------- | --------------- |
| 1992                     | No existía la Clasificación FIFA | No existía la Clasificación FIFA | No existía la Clasificación FIFA | No existía la Clasificación FIFA | No existía la Clasificación FIFA | No existía la Clasificación FIFA | No existía la Clasificación FIFA | No existía la Clasificación FIFA | No existía la Clasificación FIFA | No existía la Clasificación FIFA | No existía la Clasificación FIFA | 141.ª (2)       |
| 1993                     | –                                | –                                | –                                | –                                | –                                | –                                | –                                | 148.ª (2)                        | 148.ª (2)                        | 149.ª (2)                        | 150.ª (2)                        | 153.ª (2)       |
| 1994                     | –                                | 152.ª (1)                        | 153.ª (1)                        | 153.ª (1)                        | 156.ª (1)                        | 156.ª (1)                        | 156.ª (1)                        | –                                | 159.ª (1)                        | 161.ª (1)                        | 163.ª (1)                        | 164.ª (1)       |
| 1995                     | –                                | 161.ª (2)                        | –                                | 161.ª (2)                        | 161.ª (2)                        | 161.ª (2)                        | 151.ª (5)                        | 152.ª (5)                        | 159.ª (1)                        | 153.ª (5)                        | 153.ª (5)                        | 159.ª (5)       |
| 1996                     | 159.ª (5)                        | 159.ª (5)                        | –                                | 136.ª (12)                       | 116.ª (16)                       | –                                | 127.ª (17)                       | 130.ª (17)                       | 131.ª (17)                       | 133.ª (17)                       | 132.ª (17)                       | 130.ª (17)      |
| 1997                     | –                                | 130.ª (17)                       | –                                | 137.ª (15)                       | 141.ª (14)                       | 142.ª (14)                       | 144.ª (13)                       | 143.ª (13)                       | 143.ª (13)                       | 143.ª (13)                       | 144.ª (13)                       | 144.ª (13)      |
| 1998                     | –                                | 146.ª (13)                       | 145.ª (13)                       | 142.ª (15)                       | 142.ª (15)                       | –                                | 140.ª (14)                       | 143.ª (14)                       | 144.ª (14)                       | 150.ª (13)                       | 151.ª (13)                       | 152.ª (13)      |
| 1999                     | 154.ª (149)                      | 154.ª (149)                      | 154.ª (148)                      | 154.ª (147)                      | 153.ª (166)                      | 153.ª (166)                      | 153.ª (165)                      | 154.ª (165)                      | 153.ª (165)                      | 152.ª (165)                      | 154.ª (165)                      | 155.ª (165)     |
| 2000                     | 155.ª (165)                      | 155.ª (165)                      | 145.ª (187)                      | 144.ª (198)                      | 147.ª (206)                      | 149.ª (206)                      | 154.ª (206)                      | 155.ª (206)                      | 155.ª (206)                      | 155.ª (206)                      | 156.ª (206)                      | 157.ª (207)     |
| 2001                     | 157.ª (207)                      | 157.ª (206)                      | 152.ª (222)                      | 157.ª (208)                      | 162.ª (206)                      | 163.ª (206)                      | 163.ª (206)                      | 162.ª (206)                      | 160.ª (205)                      | 160.ª (205)                      | 161.ª (205)                      | 160.ª (204)     |
| 2002                     | 161.ª (204)                      | 160.ª (204)                      | 161.ª (202)                      | 162.ª (200)                      | 161.ª (198)                      | –                                | 163.ª (192)                      | 164.ª (187)                      | 153.ª (224)                      | 153.ª (224)                      | 153.ª (224)                      | 149.ª (232)     |
| 2003                     | 152.ª (232)                      | 153.ª (231)                      | 154.ª (231)                      | 156.ª (230)                      | 155.ª (229)                      | 157.ª (227)                      | 157.ª (225)                      | 163.ª (208)                      | 165.ª (203)                      | 167.ª (197)                      | 170.ª (191)                      | 171.ª (182)     |
| 2004                     | 172.ª (181)                      | 172.ª (181)                      | 173.ª (179)                      | 169.ª (207)                      | 171.ª (204)                      | 172.ª (202)                      | 169.ª (210)                      | 170.ª (208)                      | 170.ª (205)                      | 170.ª (202)                      | 170.ª (200)                      | 170.ª (195)     |
| 2005                     | 170.ª (195)                      | 171.ª (195)                      | 171.ª (193)                      | 171.ª (191)                      | 171.ª (189)                      | 171.ª (186)                      | 172.ª (182)                      | 172.ª (178)                      | 172.ª (174)                      | 173.ª (169)                      | 173.ª (164)                      | 174.ª (157)     |
| 2006                     | 174.ª (157)                      | 174.ª (156)                      | 174.ª (155)                      | 175.ª (153)                      | 175.ª (151)                      | –                                | 186.ª (26)                       | 171.ª (52)                       | 188.ª (26)                       | 160.ª (89)                       | 159.ª (89)                       | 136.ª (157)     |
| 2007                     | 136.ª (157)                      | 135.ª (157)                      | 135.ª (157)                      | 139.ª (149)                      | 138.ª (149)                      | 140.ª (149)                      | 140.ª (149)                      | 140.ª (149)                      | 139.ª (175)                      | 148.ª (143)                      | 147.ª (143)                      | 166.ª (83)      |
| 2008                     | 164.ª (83)                       | 166.ª (83)                       | 166.ª (83)                       | 178.ª (66)                       | 178.ª (66)                       | 179.ª (66)                       | 177.ª (66)                       | 177.ª (66)                       | 176.ª (66)                       | 177.ª (66)                       | 179.ª (66)                       | 185.ª (40)      |
| 2009                     | 187.ª (40)                       | 187.ª (40)                       | 187.ª (40)                       | 185.ª (40)                       | 184.ª (40)                       | 186.ª (40)                       | 184.ª (40)                       | 184.ª (40)                       | 183.ª (40)                       | 182.ª (41)                       | 181.ª (41)                       | 190.ª (26)      |
| 2010                     | -                                | 190.ª (26)                       | 188.ª (26)                       | 187.ª (26)                       | 187.ª (26)                       | -                                | 185.ª (26)                       | 184.ª (26)                       | 181.ª (26)                       | 162.ª (85)                       | 162.ª (85)                       | 168.ª (66)      |
| 2011                     | 167.ª (66)                       | 168.ª (66)                       | 166.ª (66)                       | 171.ª (66)                       | 172.ª (66)                       | 172.ª (66)                       | 132.ª (198)                      | 133.ª (198)                      | 139.ª (182)                      | 128.ª (245)                      | 129.ª (247)                      | 131.ª (247)     |
| 2012                     | 129.ª (247)                      | 129.ª (247)                      | 135.ª (247)                      | 135.ª (247)                      | 135.ª (247)                      | 133.ª (247)                      | 130.ª (247)                      | 118.ª (284)                      | 103.ª (332)                      | 102.ª (346)                      | 92.ª (406)                       | 93.ª (378)      |
| 2013                     | 94.ª (378)                       | 95.ª (378)                       | 96.ª (378)                       | 96.ª (396)                       | 95.ª (396)                       | 94.ª (396)                       | 90.ª (396)                       | 86.ª (421)                       | 87.ª (425)                       | 78.ª (474)                       | 88.ª (384)                       | 115.ª (282)     |
| 2014                     | 114.ª (282)                      | 111.ª (282)                      | 111.ª (282)                      | 126.ª (212)                      | 126.ª (212)                      | 131.ª (212)                      | 125.ª (230)                      | 126.ª (230)                      | 107.ª (295)                      | 80.ª (405)                       | 91.ª (361)                       | 106.ª (310)     |
| 2015                     | 105.ª (310)                      | 108.ª (310)                      | 107.ª (310)                      | 118.ª (257)                      | 118.ª (257)                      | 116.ª (257)                      | 126.ª (227)                      | 129.ª (225)                      | 123.ª (248)                      | 119.ª (290)                      | 149.ª (187)                      | 154.ª (180)     |
| 2016                     | 160.ª (150)                      | 160.ª (150)                      | 159.ª (150)                      | 151.ª (193)                      | 151.ª (193)                      | 153.ª (193)                      | 139.ª (243)                      | 138.ª (243)                      | 114.ª (315)                      | 121.ª (281)                      | 126.ª (263)                      | 128.ª (242)     |
| 2017                     | 130.ª (242)                      | 131.ª (242)                      | 129.ª (242)                      | 147.ª (184)                      | 148.ª (184)                      | 145.ª (184)                      | 159.ª (144)                      | 161.ª (144)                      | 160.ª (140)                      | 163.ª (121)                      | 162.ª (121)                      | 162.ª (121)     |
| 2018                     | 160.ª (121)                      | 160.ª (121)                      | 163.ª (121)                      | 149.ª (175)                      | 149.ª (175)                      | 152.ª (162)                      | 155.ª (1095)                     | 152.ª (1040)                     | 152.ª (1040)                     | 152.ª (1045)                     | 154.ª (1036)                     | 154.ª (1036)    |
| 2019                     | -                                | 154.ª (1036)                     | -                                | 154.ª (1028)                     | -                                | 154.ª (1028)                     | 155.ª (1028)                     | -                                | 155.ª (1032)                     | 153.ª (1040)                     | 158.ª (1019)                     | 158.ª (1019)    |
| 2020                     | -                                | 158.ª (1019)                     | -                                | 158.ª (1019)                     | -                                | 158.ª (1019)                     | 158.ª (1019)                     | -                                | 158.ª (1019)                     | 159.ª (1019)                     | 159.ª (1019)                     | 159.ª (1019)    |
| 2021                     | -                                | 159.ª (1018)                     | -                                | 156.ª (1036,22)                  | 156.ª (1036,22)                  | -                                | -                                | 157.ª (1029,42)                  | 157.ª (1029,42)                  | 157.ª (1029,42)                  | 156.ª (1029,42)                  | 156.ª (1029,42) |
| 2022                     | -                                | 156.ª (1029,42)                  | 155.ª (1029,42)                  | -                                | -                                | 151.ª (1031,86)                  | -                                | 151.ª (1031,86)                  | -                                | 153.ª (1031,86)                  | -                                | 152.ª (1031,86) |
| 2023                     | -                                | -                                | -                                | 151.ª (1032,13)                  | -                                | 151.ª (1036,74)                  | 152.ª (1036,74)                  | 151.ª (1036,11)                  | -                                | 149.ª (1049,03)                  | 151.ª (1040,77)                  | 151.ª (1040,77) |
| 2024                     | -                                | 150.ª (1040,77)                  | -                                | 150.ª (1042,86)                  | -                                | 150.ª (1045,64)                  | 150.ª (1045,64)                  | -                                | 146.ª (1057,75)                  | 142.ª (1071,88)                  | 141.ª (1083,36)                  | 141.ª (1083,36) |
| 2025                     | -                                | -                                | -                                | 139.ª (1087.21)                  |                                  |                                  |                                  |                                  |                                  |                                  |                                  |                 |
| Posición promedio: 151.ª |                                  |                                  |                                  |                                  |                                  |                                  |                                  |                                  |                                  |                                  |                                  |                 |

Fuente: Clasificación FIFA masculina actual en FIFA.com; perfil de República Dominicana en la Clasificación FIFA en FIFA.com.
En octubre de 2013 consiguió su mejor clasificación en el ranking FIFA (78.º) posicionándose en aquella ocasión como la séptima mejor selección de la Concacaf.

### Evolución anual
| 1992 | 1993 | 1994 | 1995 | 1996 | 1997 | 1998 | 1999 | 2000 | 2001 | 2002 | 2003 | 2004 | 2005 | 2006 | 2007 | 2008 |
| ---- | ---- | ---- | ---- | ---- | ---- | ---- | ---- | ---- | ---- | ---- | ---- | ---- | ---- | ---- | ---- | ---- |
| 141  | 153  | 164  | 159  | 130  | 144  | 152  | 155  | 157  | 160  | 149  | 171  | 170  | 174  | 136  | 166  | 185  |
| 2009 | 2010 | 2011 | 2012 | 2013 | 2014 | 2015 | 2016 | 2017 | 2018 | 2019 | 2020 | 2021 | 2022 | 2023 | 2024 | 2025 |
| 190  | 168  | 131  | 93   | 115  | 106  | 154  | 128  | 162  | 154  | 158  | 159  | 156  | 152  | 151  | 141  |      |

## Categorías inferiores
Las categorías inferiores de la selección de fútbol de República Dominicana son el conjunto de selecciones de la Federación Dominicana de Fútbol (Fedofútbol), integradas en su conjunto por futbolistas de hasta 23 años, que representan a República Dominicana en los diferentes torneos internacionales agrupados en diferentes categorías de edad y que constituyen los escalafones previos a la selección absoluta. La denominación de la selección se refiere a la edad máxima de los jugadores, habiendo así competiciones oficiales —de la Concacaf, la FIFA y el COI— desde los sub-15 hasta los sub-23.

### Selección sub-23
La selección sub-23 también conocida como selección olímpica, es la encargada de representar a Dominicana en los Juegos Olímpicos, Juegos Panamericanos y en otras competiciones de la categoría. Los jugadores participantes en los mismos deben tener menos de 23 años de edad, a excepción de tres por escuadra que pueden ser mayores.
Hasta el momento, su mayor logro ha sido la participación en los Juegos Olímpicos de París 2024.

### Selección sub-20
La selección sub-20 es la que representa a República Dominicana en la Copa Mundial de Fútbol Sub-20 y Campeonato Sub-20 de la Concacaf. 
El mayor logro de su historia ha sido clasificar para el Mundial Sub-20 de  Argentina 2023, luego de haber logrado el segundo lugar en el Campeonato Sub-20 de la Concacaf de 2022.

### Selección sub-17
Es el equipo formado por jugadores de nacionalidad dominicana menores de 17 años de edad, que representa a República Dominicana en las competiciones oficiales de la categoría.

### Selección sub-15
Es el equipo formado por jugadores menores de 15 años de edad, que representa al país en los torneos de su categoría.

## Otras modalidades
La selección dominicana de fútbol cuenta con otras modalidades, además de las categorías inferiores, como el fútbol femenino, el fútbol playa y el fútbol sala. 

### Selección femenina
La selección femenina de fútbol de República Dominicana es el equipo nacional de fútbol que representa a República Dominicana en torneos y competencias internacionales femeninas. 
Al igual que su homónima masculina, el combinado femenino cuenta también con categorías inferiores, divididas en su categoría sub-20, sub-17 y sub-15.

### Selección de fútbol sala

La selección de fútbol sala de República Dominicana es el equipo que representa al país en las competiciones internacionales de fútbol sala.

### Selección de fútbol playa

La selección de fútbol playa de República Dominicana es el equipo que representa al país en las competiciones internacionales de fútbol playa.